# Université de Suzhou
L'université de Suzhou (chinois : 苏州大学 ; pinyin : sūzhōu dàxué), familièrement appelée en chinois Suda est une université chinoise située à Suzhou, dans la province de Jiangsu, en Chine.

## Personnalités liées
- Louis Cha - romancier
- Chen Yanqing - haltérophile
- Chiang Wei-kuo - chef militaire et fils adoptif de Chiang Kai-shek
- Thomas Dao - médecin
- Lynn Hung - mannequin et actrice
- Li Haopei - juriste
- Lu Zhiwei - linguiste
- Tan Jiazhen - généticien